# Беллвуд (Іллінойс)
Беллвуд (англ. Bellwood) — селище (англ. village) в США, в окрузі Кук штату Іллінойс. Населення — 18 789 осіб (2020).

## Географія
Беллвуд розташований за координатами 41°52′58″ пн. ш. 87°52′34″ зх. д. / 41.88278° пн. ш. 87.87611° зх. д. (41.882903, -87.876171).  За даними Бюро перепису населення США в 2010 році селище мало площу 6,21 км², уся площа — суходіл.

## Демографія
Згідно з переписом 2010 року, у селищі мешкала 19 071 особа в 6168 домогосподарствах у складі 4749 родин. Густота населення становила 3071 особа/км².  Було 6627 помешкань (1067/км²).
Расовий склад населення:
| - 75,5 % — чорних або афроамериканців - 13,9 % — білих - 0,6 % — азіатів - 0,2 % — корінних американців - 7,9 % — осіб інших рас |

До двох чи більше рас належало 1,8 %. Частка іспаномовних становила 18,9 % від усіх жителів.
За віковим діапазоном населення розподілялося таким чином: 26,3 % — особи молодші 18 років, 63,7 % — особи у віці 18—64 років, 10,0 % — особи у віці 65 років та старші. Медіана віку мешканця становила 35,8 року. На 100 осіб жіночої статі у селищі припадало 87,9 чоловіків;  на 100 жінок у віці від 18 років та старших — 83,2 чоловіків також старших 18 років.
Середній дохід на одне домашнє господарство  становив 58 293 долари США (медіана — 48 978), а середній дохід на одну сім'ю — 66 103 долари (медіана — 59 161). Медіана доходів становила 40 995 доларів для чоловіків та 38 000 доларів для жінок. За межею бідності перебувало 13,5 % осіб, у тому числі 20,1 % дітей у віці до 18 років та 5,3 % осіб у віці 65 років та старших.
Цивільне працевлаштоване населення становило 8989 осіб. Основні галузі зайнятості: освіта, охорона здоров'я та соціальна допомога — 21,3 %, роздрібна торгівля — 15,6 %, транспорт — 12,5 %, виробництво — 12,4 %.